# 개천설
개천설(蓋天說)은 동양에서 가장 오래 된 논천설(전통 동양 우주론)이다.
개천설은 고대의 천문서 《주비산경》에 처음 등장한다.
개천설은 하늘이 위에 있고 땅은 그 아래에 있다는 상하적 관계에 바탕을 두고 있다. 하늘은 실체가 있는 것이고, 삿갓이나 그릇과 같이 땅을 덮고 있다고 설명한다. 하늘의 중심을 북극이라 생각하고, 북극을 중심으로 하늘이 회전한다 생각하였다. 개천설에 의하면 하늘은 동에서 서로 반시계 방향으로 회전하고, 해와 달 등의 천체들은 서에서 동으로 시계 방향으로 회전한다. 해와 달이 지는 이유를 다음과 같은 비유를 통해서 설명한다
“하늘의 바깥쪽은 맷돌을 돌리는 것과 같이 좌행(동에서 서)한다. 해와 달은 우행(서에서 동)하지만 하늘이 좌로 도는 것에 따른다. 따라서 해와 달은 실제로 동쪽으로 운행하고 하늘은 그것을 끌고 서쪽으로 지는 것이다. 그것을 비유하자면 맷돌 위에 개미가 기어가는 것과 같아서 맷돌은 왼쪽으로 돌지만 개미는 오른쪽으로 가는 것이다. 맷돌은 빠르고 개미는 느리다. 따라서 개미는 맷돌을 따라 좌우로 도는 것이다.”
해가 움직이는 길은 일정한 것이 아니라 절기에 따라 변한다고 주장하였다. 하지에는 북극으로부터 714,000리 떨어져 있는 내형에 해가 있다. 절기가 지날수록 이 걸이가 멀어져 추분에는 1,071,000리 떨어져 있는 중형에 해가 있다. 동지가 되면 북극으로부터 1,428,000리 거리에 있는 외형에 해가 위치한다. 절기가 지나면 이것이 다시 반복된다.
당시에는 규표를 이용하여 해를 관측하였다. 규표는 그림자를 만드는 막대인 표와 그림자를 측정하는 규로 이루어진 해시계의 일종이다. 이것을 통해서 해의 위치를 측정하였고, 그것을 통해서 하늘의 높이를 계산하였다.
초기의 개천설은 하늘과 땅을 평행한 평면으로 생각하였다. 이를 구개천설(1차 개천설)이라 한다. 구개천설은 낮과 밤의 길이의 변화와 계절의 변화를 설명하지 못하였다. 혼천설의 등장 이후 이러한 문제를 해결하기 위해 하늘과 땅을 곡면으로 생각하였다. 이를 후개천설(2차 개천설)이라 한다.

## 구개천설
구개천설은 《주비산경》 상권에 기록되어 있다. 《주비산경》에는 다음과 같은 내용이 기록되어 있다.
“태양은 북극을 중심으로 평원한 땅에 대하여 횡으로 움직인다. 주비의 법에 의하면 태양의 빛은 16,700리를 비춘다. 땅은 한 변이 810,000리인 평면이다. 태양의 높이는 8만리이고 따라서 하늘의 높이도 8만 리이다.”
이것을 통해서 하늘과 땅을 평행한 평면으로 가정했다는 점과, 규표를 이용한 측정을 통해서 하늘의 높이를 계산하였다는 사실을 알 수 있다.
구개천설은 낮과 밤이 있는 이유를 해가 전등과 같이 땅의 일부분만을 비추기 때문이라고 설명한다.

## 신개천설
신개천설은 《주비산경》 하권에 기록되어 있다. 구개천설은 낮과 밤의 길이의 변화의 문제, 계절에 따른 낮과 밤의 길이의 문제 등을 해결하지 못했다. 이런 문제를 해결하기 위해 신개천설에서는 하늘과 땅 모두를 곡면으로 설명한다. 《주비산경》에는 신개천설의 우주의 모양에 대해 다음과 같이 설명한다.
“북극 아래의 땅은 높아서 사람이 사는 곳은 육만리이고, 사방은 무너져서 아래로 흘러내린다. 하늘의 가운데 부분 역시 높아서 사방 육만리이다. … 하늘은 삿갓을 덮어놓은 것과 같은 현상이며 땅은 주발을 엎어놓은 것을 본뜨고 있다. 하늘은 땅에서 팔만리 떨어져있다.”